# استقطاب سياسي
في السياسة، الاستقطاب قد يشير إلى انقسام أو تباعد المواقف السياسية إلى الحدود التفكيرية القصوى، والاستقطاب قد يشير كذلك إلى الاختلاف في الرأي العام أو حتى داخل مجموعة معينة. وتقريبا كل النقاشات عن الاستقطاب في العلوم السياسية تعتبر الاستقطاب في سياق الأحزاب السياسية وأنظمة الحكم ديموقراطية. حينما يحدث الاستقطاب في نظام حكم حزبين، كما في الولايات المتحدة، فعادة ما تفقد الأصوات المعتدلة أو الوسطية نفوذها وتأثيرها.

## تعاريف ومقاييس
يميز علماء السياسة عادة بين مستويين اثنين من الاستقطاب السياسي وهما: الاستقطاب النخبوي، والاستقطاب الجماهيري. يركز «الاستقطاب النخبوي» على استقطاب النخب السياسية، كمنظمي الأحزاب والمسؤولين المنتخبين، بينما يركز «الاستقطاب الجماهيري» (أو الاستقطاب الشعبي) على استقطاب العامة، وغالبًا ما يستهدف جماهير المنتخبين أو عامة الناس.

### الاستقطاب النخبوي
يشير الاستقطاب النخبوي إلى الاستقطاب الحاصل بين الحزب الحاكم والحزب المعارض. تعد الأحزاب السياسية المستقطبة متماسكة داخليًا وموحدة ومنهجية في عملها ومستقلة فكريًا، وتتواجد عادة في أنظمة الحكم الديموقراطية البرلمانية.
للسلطة التشريعية المستقطب، في نظام حكم الحزبين، خاصيتين بارزتين: أولهما: قلة عدد أوجه التداخل الأيديولوجي بين أعضاء الحزبين أو حتى انعدامها، وثانيهما: ظهور فجوة أيديولوجية واسعة بين أعضاء الحزبين خلال جميع النزاعات المرتبطة بالتشريعات والسياسات. تتسبب هاتين الخاصيتين بالخلط بين الأحزاب السياسية والأيديولوجيات (فعلى سبيل المثال، يصبح الديموقراطي والجمهوري مرادفين شبه متماثلين لليبرالي والمحافظ)، ما يؤدي بدوره إلى انهيار المركز الأيديولوجي.
تركز أغلب الدراسات المتخصصة بالاستقطاب النخبوي على الهيئات التشريعية والتداولية. لعدة سنوات، كان علماء السياسة يقيسون الاستقطاب في الولايات المتحدة الأمريكية من خلال فحص تصنيفات أعضاء الحزب التي تنشرها جماعات النفوذ، ولكن الآن، يقوم معظمهم بتحليل أنماط التصويت، بطريقة نداء الأسماء، للتحقيق في توجه تصويت جميع أفراد الحزب الواحد لصالح قرار ما، وفي وحدة الحزب.
استخدم كل من جينتنزكو وشابيرو وتادي نص سجل الكونغرس لتوثيق الاختلاف في أنماط الكلام عند الجمهوريين والديموقراطيين كمقياس للاستقطاب، ووجدوا في دراساتهم زيادة كبيرة في أنماط الخطب التي تستخدم للاستقطاب بدءًا من عام 1994.

### الاستقطاب الجماهيري
يحدث الاستقطاب الجماهيري، أو الاستقطاب الشعبي، عندما تنقسم مواقف الناخبين تجاه القضايا السياسية أو السياسات أو الشخصيات المشهورة أو المواطنين الآخرين على امتداد خطوط الانتماء الحزبية. في الحالات المتطرفة، قد يشكك كل معسكر بالشرعية الأخلاقية للآخر، ويرى فيه، وفي سياساته المتبعة، تهديدًا وجوديًا لحياته وللأمة ككل.
ثمة عدة أنوع أو مقاييس للاستقطاب الجماهيري. يشير الاستقطاب الأيديولوجي إلى مدى التباين المستمر في معتقدات الناخبين المتعلقة بالقضايا الأيديولوجية (كالإجهاض، والتمييز الإيجابي) أو بالمعتقدات المحافظة أو الليبرالية التي تشمل العديد من المسائل (وجود موقف محافظ، ولو كان موقفًا «غير متطرف»، حيال الإجهاض والتمييز الإيجابي). يشير التصنيف المنحاز إلى مدى تجذر حالة «الفرز» أو التماهي مع حزب ما بين الناخبين بناءً على خصائصهم الأيديولوجية أو العرقية أو الدينية أو الجنسية أو غيرها من الخصائص الديموغرافية. يشير الاستقطاب العاطفي إلى مدى «كره» الناخبين للأحزاب الأخرى أو مدى «تشكيكهم» بمصداقيتها.
عادةً ما يعتمد من يدرس الاستقطاب الجماهيري من علماء السياسة على بيانات يحصل عليها من استطلاعات الرأي والدراسات الاستقصائية المستقاة من الانتخابات، ويدرس آراء المشاركين حول قضية معينة وتاريخ تصويتهم وخلفيتهم السياسية (محافظ، ليبرالي، معتدل، وما إلى ذلك)، ويحاول ربط هذه المعلومات بهوية الحزب السياسي الذي ينتسب له المشاركون بالتصويت أو بالاستقصاء وبعوامل استقطاب محتملة أخرى (كالموقع الجغرافي أو شريحة الدخل). عادة ما تقتصر تحقيقات علماء السياسة على القضايا والأسئلة التي تظل ثابتة عبر الزمن، من أجل مقارنة الحاضر بالمناخ السياسي على مر التاريخ.
يرى بعض علماء السياسة بأن الاستقطاب يتطلب تباينًا كبيرًا في القضايا، بينما لا يرى آخرون حاجة إلا لدراسة عدد محدود من القضايا فقط.